# Takao Doi
Takao Doi (født 18. september 1954) er en japansk astronaut, og har indtil videre fløjet to rumfærgemissioner STS-87 og STS-123. Han har i alt udført 2 rumvandringer.